# Josef Polatschek
Josef Polatschek (* 28. Dezember 1910; † 1. August 1984 in Oberpullendorf) war österreichischer Heimatforscher und Gärtner.
Der Sohn eines Försters war gelernter Gärtner. Er baute nach dem Zweiten Weltkrieg einen der größten und erfolgreichsten Gärtnereibetriebe des Burgenlandes auf. Mehrere Goldmedaillen und Auszeichnungen erhielt er für seine erfolgreichen Pelargonienzüchtungen.
Seit 1961 war Ökonomierat Josef Polatschek ehrenamtlicher Mitarbeiter des Burgenländischen Landesmuseums in Eisenstadt. Über 1.300 detaillierte Fundmeldungen und exakte Kartierungen, ergaben etwa 3.000 Fundstellen, 20.000 Pingen und 1.200 Eisenschlackenplätze. Rund 4.000 Fundpakete übergab er an das burgenländische Landesmuseum darunter auch den jungsteinzeitlichen Sonderfund "Venus von 
Unterpullendorf". Seine unermüdlichen Tätigkeit, der er trotz seiner schweren Erkrankung, bis knapp vor seinem Tod nachkam, verwandelte vor allem den Bezirk Oberpullendorf im Burgenland von einem weißen Fleck auf der Landkarte zu einem der am besten erfassten Gebiete Österreichs. Sein besonderes Augenmerk galt dabei der Erforschung der keltischen Eisengewinnung und Verhüttung. Die Forschungstätigkeit Polatscheks wurde 1975 im Rahmen des internationalen Symposiums "Archäologische Eisenforschung in Europa", das in Eisenstadt stattfand, gewürdigt. Durch zahlreiche Medienberichte wurde Josef Polatschek über die Grenzen seiner Heimat bekannt.
Seit 1970 war Josef Polatschek Mitglied der Österreichischen Gesellschaft für Ur- und Frühgeschichte.